# سلسلة روايات نابولي
سلسلة روايات نابولي (L'amica geniale) أو بترجمتها الحرفية "صديقتي الرائعة" هي سلسلة مكونة من أربع روايات ألفتها الكاتبة الإيطالية إيلينا فيرانتي. السلسلة مكونة من صديقتي الرائعة (2011)، قصة اللقب الجديد (2012)، قصة الهاربون و الباقون (2013)، و قصة الفتات الضائعة (2014). كل الروايات تم نشرها في إيطاليا من قبل دار النشر edizioni e/o. السلسلة تم تصنيفها على أنها رواية تشكيلية (Bildungsroman) أو رواية عن النضوج, في حوار للكاتبة مع Harper's Magazine أكدت على أنه من الأفضل إعتبار السلسلة كأنها رواية واحدة, أٌصدرت بطريقة متسلسلة لأسباب متعلقة بالطول و المدة الإجمالية للرواية.

## القصة
السلسلة تغطي مدى سردي من عقود عديدة من الخمسينات إلى عام 2010, إتباعا لحيات بطلتي القصة ( من الطفولة إلى الشيخوخة) إيلينا "لينو" غريكو و رافاييلا "ليلى" شيرولو. في الحاضر تتلقى إيلينا ذات الستين عاما خبر إختفاء صديقة طفولتها ليلى, التي غادرت بعد تحضيرها لحقائب السفر, دون إخبار أحد؛ و هذا ما يدفع بإلينا إلى سرد علاقتهما.
الفتاتان ولدتا بفارق ثلاث أسابيع في أوت عام 1944 في حي بنابولي, مكان معروف بالفقر و الجهل و العنف. إرتبطت الفتاتين بعلاقة صداقة منذ صغرهن بعد حادثة جعلتهما يضيعا دميتيهما المحبوبتين, و على ما يبدو فقد سقطتا في يد المجرم المخيف دون آكيلي. ربطتهما علاقة صداقة قوية و معقدة رغم إختلافاتهما الكبيرة فمثلا إيلينا هي الفتات الخجولة و الإنطوائية, في حين أن ليلى هي الفتات المتمردت إلى درجة أنها تتعتبر فتات سيئة. في المدرسة الإبتدائية تتحصل الفتاتان على نتائج دراسية رائعة. بينما إيلينا تدرس كثيرا, ليلى كانت تتمتع بذكاء خارق. و مع ذلك فمع إنتهاء المدرسة الإبتدائية عائلة إيلينا هي الوحيدة التي تسمح لها بإكمال دراستها في حين أن عائلة ليلى تلزمها بترك المدرسة و مزاولة العمل.
هذا يجعل الصديقتين تتفارقى: إيلينا تكمل دراستها التي جعلتها تبتعد عن الحي و تتمكن من أن تصبح كاتبة ناجحة, في حين أن ليلى تجبر على الزواج في عمر صغير و من شخص عنيف, بعد ذلك تعيش ليلى حيات تعيسة. إلى أن تتمكن من الإستقرار و الحصول على عمل مرضي و علاقة مع رجل تحبه, و لكنها بذلك تتجاوز كل ما هو مقبول بين سكان الحي و تسبب وصمة عار بسبب تصرفها الذي يعتبر غير لائق بالنسبة لمرأة متزوجة. مرت الصديقتين في علاقتهما بالعديد من الإنفصالات و التقاربات؛ فمثلا إيلينا بقيت تعاني من عقدة النقص التي تغديها ليلى في كل مرة, فقد كانت تقارن بين دائما بين ذكائها و ذكاء ليلى الخارق.
حيات الصديقتين تتشابك مع باقي سكان الحي مع التغيرات الإجتماعية و السياسية التي شهدتها إيطاليا عبر العقود.
في عام 2007, إلينا كسرت الوعد الذي قطعتة مع ليلى مسبقا, و هو عبارة عن كتابة رواية عن صداقتهما و نشرها, و هذا ما أدى إلى إنفصالهما.
في عام 2010, و بعد يوم من إعلامها إختفاء ليلى, تتلقى لينا بالبريد دميتها و دمية ليلى الضائعتين. تدرك إلينا أن صديقتها قد تمكنت أخيرا من تحريحر نفسها من مخاوفها التي جعلتها دوما تريد مغادرة الحي, و قد تركت الدمى تعبير أخير منها عن محبتها لصداقتهما, و عليها أن تتقبل أنها لن تراها مجددا.

## الشخصيات

### الشخصيات الرئيسية

#### عائلة غريكو
- فيتوريو غريكو (Vittorio Greco), بواب المحكمة و أب إيلينا.
- إماكولاتا غريكو (Immacolata Greco), ربة بيت و أم إيلينا.
- إيلينا "لينو" غريكو (Elena "Lenù" Greco), و هي من تروي القصة.
- بيبي و جاني غريكو (Peppe e Gianni Greco), الإخوة الصغار لإيلينا.
- إيليسا غريكو (Elisa Greco), الأخت الصغرى لإيلينا.

#### عائلة شيرولو
- فيرناندو شيرولو (Fernando Cerullo), إسكافي الحي و أب ليلى و رينو.
- نونزيا شيرولو (Nunzia Cerullo), ربة بيت و أم لليلى و رينو.
- جينارو "رينو" شيرولو (Gennaro "Rino" Cerullo),إسكافي, و الأخ المحبوب لليلى.
- رافايلا "ليلى" شيرولو (Raffaella "Lila" Cerullo), بطلة السلسلة و كل الأحداث تدور حول شخصيتها الغامضة.

#### عائلة ساراتوري
- دوناتو ساراتوري (Donato Sarratore), عامل سكة حديدية, شاعر و صحفي. تحت قناعه الراقي يخفي شخصية المخادع و المتحرش و الكاذب.
- ليديا ساراتوري (Lidia Sarratore), زوجة دوناتو و أم لخمس أبناء.
- جوفاني "نينو" ساراتوري (Giovanni "Nino"), الإبن الأكبر, يكره والده بسبب خيانته لوالدته, لكن عندما كبر أصبح أكثر من يشبهه من إخوته.
- ماريسا ساراتوري (Marisa Sarratore), أخت نينو, تزوجت ألفونسو كاراشي لكن زواجهما لم يذم بسبب شذوذه الجنسي.

#### عائلة سولارا
- سيلفيو سولارا (Silvio Solara), مالك المقهى و المخبز, هو شخص فاشي و رجل عنيف.
- مانويلا سولارا (Manuela Solara), زوجة سيلفيو و أم لإبنين.هي أكبر مرابيةفي الحي.
- ميكيل سولارا (Michele Solara), الإبن الأكبر, أكثر عنفا و خطرا من أخيه، تزوج جيليولا، إبنة الخباز، لكنه دوما مهووس بليلى.
- مارشيلو سولارا (Marcello Solara)، الإبن الأصغر، هو عنيف و مغرور. تزوج إيليسا غريكو.

#### عائلة كاراشي
- السيد أكيلي كاراشي (Don Achille Carracci)، مرابي. تم قتله.
- السيدة ماريا كاراشي (Donna Maria Carracci)، زوجة السيد أكيلي و أم لثلاث أطفال، تعمل في بقالة الحي التي يملكها زوجها.
- ستيفانو كاراشي (Stefano Carracci)، الإبن الأكبر يهتم كثيرا بالمال. تزوج ليلى.
- جوسيبينا كاراشي("Giuseppina "Pinuccia)، أخت ستيفانو، تزوجت رينو.
- ألفونسو كاراشي (Alfonso Carracci)، الإبن الأصغر. صديق إيلينا. تزوج ماريسا لكن الزواج لم يدم بسبب شذوذه الجنسي.

### الشخصيات الثاناوية

#### عائلة بيلوسو
- ألفريدو بيلوسو، نجار الحي، شيوعي، تم إعتقاله بتهمة قتل السيد أكيلي لكن بدون دليل.
- جوسيبينا بيلوسو، زوجة ألفريدو و أم لأربع أطفال، و هي أم عاملة.
- باسكوالي بيلوسو، الإبن الأكبر، شيوعي مثل والده.
- كارميلا "كارمين" بيلوسو، الأخت الصغرى لباسكوالي.

#### العائلة كابوتشو
- ميلينا كابوتشو, و هي أرملة خرفة. فقدت عقلها بسبب حبها الكبير لدوناتو ساراتوري و لا تراعي أي إهتمام لأبنائها.
- أنتونيو كابوتشو, الإبن الأكبر يعمل كميكانيكي منذ صغره.
- أدا كابوتشو, الأخت الصغرى, تتكفل برعاية والدتها.

#### عائلة سكانو
- نيكولا سكانو, بائع فاكهة.
- أسونثا سكانو, زوجة نيكولا و بائعة فاكهة هي الأخرى.
- إنزو سكانو, الإبن الأكبر و بائع فاكهة هو الأخر.

#### عائلة سبانيولو
- السيد سبانيولو, خباز في مقهى سولارا.
- روزا سبانيولو, زوجة الخباز.
- جيليولا سبانيولو, الإبنة الأكبر.
- أبناء أخرين.

#### عائلة أريوتا
- غويدو أريوتا, أستاذ الأدب اليوناني.
- أديلي أريوتا, زوجة غويدو.
- ماريياروسا أريوتا, الإبنة الأكبر, تٌدرس في الجامعة.
- بييترو أريوتا, الإبن الأصغر, أصبح زوج إيلينا و أب أولادها.

### المدرسين
- المعلم فيرارو, أمين المكتبة، كان معلم نينو و إنزو في الإبتدائي.
- المعلمة أُليفييرو، معلمة إلينا و ليلى في الإبتدائي، حاولت دائما إبعاد إيلينا عن ليلى.
- غيراشي، مدرب الرياضة.
- غالياني، أستاذة الثاناوي.

### شخصيات أخرى
- جينو، إبن الصيدلاني.
- نيلا إنكرادو, قريبة المعلمة أُليفييرو، تعيش في جزيرة إسكيا.
- أرماندو, طبيب و الإبن الأكبر لجالياني.
- ناديا, الأخت الصغرى لأرماندو, شيوعية.
- برونو سوكافو، صديق نينو.
- فرانكو ماري، طالب في Normale di Pisa.
- سيلفيا، واحدة من محبات نينو، و أم لميركو.

## المواضيع
كما في الأعمال الأدبية الأخرى للكاتبة فيرانتي، الموضوع الأساسي هو المرأة بكل زواياها: علاقة المرأة بالرجل، حالة حقوق المرأة مع مرور الزمن و تغيراتها. لكن ما يثير إهتمام الكاتبة هو علاقة النساء ببعضهن البعض: العلاقة بين المرأة و إبنتها، المرأة و أمها. أو ببساطة المرأة و صديقتها، و الأخد في الحسبان أيضا روح التنافس و الغيرة التي تميزان هته العلاقة. أحد المواضيع أيضا هو الدور الإجتماعي الذي تلعبه الأعمال الأدبية و الدور الذي يلعبه الشخص المثقف في وسط الفوضى و حركات الإحتجاج، بداية الحوسبة، إحتجاجات المصانع في السبعينات و نزاع الطبقات.

## الكتب
- الصديقة الرائعة (2011)
- قصة اللقب الجديد (2012)
- قصة الهاربون و الباقون (2013)
- قصة الطفلة الضائعة (2014)

أعلن التلفاز الأمريكي HBO في عام 2017 عن إنتاجه لمسلسل بعدد ثماني حلقات مستوحى من رواية فيرانتي. تم إخراج المسلسل بالتعاون مع Rai Fiction وFandango، تم التصوير في إيطاليا، و أستعملت لهجة نابولي، و سميت بنفس عنوان سلسلة الروايات L'amica geniale. في الولايات المتحدة ( أين عنوان المسلسل كانMy Brilliant Friend) فقد بدأ عرض الحلقات في 18 نوفمبر 2018, في حين بدأ عرضها في إيطاليا من 27 نوفمبر إلى 18 ديسمبر. قام بالإخراج Saverio Costanzo؛ قام بلعب دور الشخصيتين الأساسيتين Elisa Del Genio التي لعبت دور إيلينا الصغيرة و Ludovica Nasti لعبت دور ليلى الصغيرة، في حين لعبت Margherita Mazzucco دور إيلينا المراهقة و Gaia Girace دور ليلى المراهقة.